# La veritat sobre el cas Savolta
La veritat sobre el cas Savolta (títol original en castellà: La verdad sobre el caso Savolta) és una pel·lícula hispano-franco-italiana dirigida per Antonio Drove el 1980 i basada en la primera novel·la d'Eduardo Mendoza, del mateix nom. Ha estat doblada al català i emesa a TVE el 1992. Va ser rodada íntegrament en escenaris naturals i va tenir molts problemes de producció. El rodatge es va iniciar el 1978, i es va veure interromput per conflictes entre empresaris i treballadors, Antonio Drove fou acomiadat i finalment readmès degut a les pressions d'Ovidi Montllor i els sindicats.

## Sinopsi
Savolta és un empresari de Barcelona fabricant d'armes enriquit després de la Primera Guerra Mundial. Els sindicats amenacen amb una vaga general i els empresaris creen el Sindicat Lliure per tal d'acabar amb les vagues. Un periodista, Pajarito de Soto, ha escrit un article contra Savolta. El promès de la filla de Savolta, el francès Lepprince, demana Javier Miranda, empleat del bufet Cortabaynes, que descobreixi qui és. Quan el coneix intenta convèncer-lo que desisteixi en les seves crítiques i manté relacions sexuals amb l'esposa de Pajarito, Teresa. Alhora Savolta és assassinat per ordre de Lepprince i de Claudedeu. Finalment també ho seran Pajarito i Teresa. Tot i descobrir-ho, Miranda finalment acabarà col·laborant amb Lepprince en el finançamment del pistolerisme de la patronal.

## Repartiment
- José Luis López Vázquez - Pajarito de Soto
- Charles Denner - Lepprince
- Omero Antonutti - Savolta
- Ovidi Montllor - Miranda
- Ettore Manni - Claudedeu
- Alfredo Pea - Rovira
- Stefania Sandrelli - Teresa
- Pau Garsaball - Vázquez
- Alfred Lucchetti - Pablo
- Florencio Calpe - Parells
- Roger Ibáñez - Fortet

## Premis
- Premi Sant Jordi a la millor pel·lícula espanyola (1980)[5]